# Manuel Gonima
Manuel Gonima (Lérida, c. 1712–Gerona, 27 de febrero de 1792) fue un maestro de capilla y compositor español.

## Vida
Gonima posiblemente fue infante del coro en la Catedral de Lérida y se formó con el maestro Domingo Teixidor. Estuvo en Barcelona, donde fue discípulo de los maestros de capilla Bernat Tria, de la capilla del Palacio de la Condesa; y Pau Llinás, de la capilla de la iglesia de Santa Maria del Pino. En 1733 trató de obtener la plaza de maestro de capilla de la Catedral de Vic, pero el capítulo prefirió a José Bernat. En 1735 consiguió la plaza de maestro de capilla de la Catedral de Gerona. Ocupó esta plaza hasta su retiro en 1774. Posteriormente a su jubilación, sin embargo, siguió participando en los tribunales de las oposiciones en la capilla de música.

### Paso por la Catedral de Gerona
En verano de 1735, con motivo de la jubilación del maestro de capilla Tomás Milans, el capítulo de la Catedral de Gerona comenzó a buscar expedientes para ocupar esta plaza. El 2 de septiembre se conocieron tres candidatos posibles para ocupar la plaza: Tomás Milans y Campús, Francesc Andreu y Manuel Gonima. El 10 de octubre de 1735, obteniendo 19 de los 23 votos de los canónigos del cabildo de la catedral, Manuel Gonima obtuvo la plaza de maestro de capilla de la Catedral de Gerona.
Pocos meses después de la obtención de la plaza se aprobaron las nuevas ordenaciones que regirían la capilla de música durante su magisterio. Según estas ordenaciones Gonima debía enseñar música y educar a los infantes, escribir nuevas composiciones de acuerdo con los requerimientos del calendario litúrgico de la catedral, programar y realizar los ensayos musicales con la capilla, poner en conocimiento de los canónigos comisarios de música de todo lo que afectase al buen funcionamiento de la capilla y cuidar de los exámenes de los opositores en cualquier plaza de voz e instrumento de la capilla.
Al inicio de su magisterio, debido a su estado laico, Gonima sufrió tiranteces por parte de algunos miembros de la comunidad eclesiástica de la Catedral de Gerona. Gonima recibió la tonsura en 1736, las órdenes menores en 1743 y la ordenación sacerdotal el 21 de mayo de 1744, a manos del obispo Baltasar de Bastero.
Durante su largo magisterio, el maestro Gonima tuvo cuidado de ampliar la plantilla de la capilla de música, que se estabilizó en torno a la veintena de miembros. En algunas ocasiones entre 1757 y 1764, sin embargo, logró reforzarla con la contratación de los instrumentistas de viento de la llamada cobla de Bañolas. Gonima presidió numerosos ejercicios de oposiciones de beneficiados que optaban a plazas de cantores e instrumentistas, así como las de organista. Se jubiló en 1774, integrándose en la capilla de la catedral bajo la dirección de su nuevo titular, Francisco Juncá, hasta que falleció el 27 de febrero de 1792.

## Obra
Sus obras se encuentran en el archivo capitular de la Catedral de Gerona, actualmente gestionado por el archivo diocesano de Gerona y la Biblioteca de Cataluña. Cuenta con unas setenta obras conservadas, entre ellas villancicos, oratorios, dramas sacros y alguna cantata.
Las más estudiadas son los villancicos, que aunque no acostumbren a llevar fecha se pueden dividir estilísticamente en tres etapas: la primera inserta elementos más característicos de la tradición del barroco hispánico; una segunda donde comienzan a ser abundantes los esquemas formales recitativo-aria, un afianzamiento de la tonalidad y empieza a poner de manifiesto la influencia italiana; y una última fase galante, donde los villancicos se amplían en número de movimientos, aparecen aberturas y ritornelli instrumentales, y la tipología de las melodías anuncia ya el clasicismo (frases cortas, periódicas y articuladas, finales débiles, tresillos ornamentales, etc.).
Además de los villancicos, en la obra de Gonima se destaca su producción de oratorios. Ya sean encargados por la misma Catedral de Gerona, por los jesuitas o los dominicos de la misma ciudad, para la Virgen de los Dolores, la Inmaculada o para Santo Tomás. Sin embargo, se han conservado pocas partituras de estos oratorios. De los pocos oratorios que se han conservado, el Oratorio en la Expectación del Parto de la Virgen de 1739 pide una instrumentación a partir de violines, oboes, clarines, trompas, bajo y acompañamiento, y se denota ya el estilo galante en la introducción instrumental en compás de 6/8. Últimamente, se ha localizado en la Biblioteca Universitaria de Cambridge un folleto con un oratorio de Gonima dedicado a San Francisco Javier, que fue cantado en la catedral de Gerona en 1760. Intervenían en una serie de recitativos, arias y coros, los personajes de San Francisco, el Favor Divino, la Idolatría y el coro.